# La Mitis
A Regionalidade Municipal do Condado de La Mitis está situada na região de Bas-Saint-Laurent na província canadense de Quebec. Com uma área de mais de dois mil quilómetros quadrados, tem, segundo o censo de 2006, uma população de cerca de dezenove mil pessoas sendo comandada pela pela cidade de Mont-Joli. Ela é composta por 18 municipalidades: 2 cidades, 6 municípios, 1 aldeia, 7 freguesias e 2 territórios não organizados.

## Municipalidades

### Cidades
- Métis-sur-Mer
- Mont-Joli

### Municípios
- Grand-Métis
- Les Hauteurs
- Padoue
- Sainte-Angèle-de-Mérici
- Sainte-Luce
- Saint-Gabriel-de-Rimouski

### Aldeia
- Price

### Freguesias
- La Rédemption
- Saint-Charles-Garnier
- Saint-Donat
- Sainte-Flavie
- Sainte-Jeanne-d'Arc
- Saint-Joseph-de-Lepage
- Saint-Octave-de-Métis

### Territórios não organizados
- Lac-à-la-Croix
- Lac-des-Eaux-Mortes